# Бонифације (патриције)
Бонифације (лат. Bonifacius), наводно пореклом из Тракије.
Оженио се двапут, други пут вероватно 426. Са првом супругом имао је ћерку која се удала за Себастијана. Друга супруга му је била Пелагија иначе варварског порекла (могуће визиготског). Имали су ћерку коју је Бонифације крстио код аријанског свештеника.
Бонифације се затекао у Масилији када ју је крајем 413. напао визиготски краљ Атаулф. Том приликом Бонифације је ранио визиготског краља и за то био поздрављен од грађана Масилије.
Са знатним успехом командовао је око 417. као војни трибун јединицом федерата у Африци против маварских племена. Као praepositus limitis управљао је лимесом или у Тубунији или у Гемели.
Већ 422. стекао је репутацију у области војних питања. Одређен је да се придружи Флавију Кастину у походу на Шпанију 422. против Вандала; но, с обзиром на антагонизам између њих двојице, Бонифације је прешао у Африку.
Може бити да је наследио Јована на месту комеса Африке (око 423/424—425); могуће је да га наименовао источноримски цар Теодосије II после смрти Хонорија. Бонифације је управљао провинцијом Африком вероватно током 423. и 424.
Када је Плацидија изгнана почетком 424, Бонифације јој је остао лојалан, снабдевао је новцем и допринео њеном повратку на власт. Под њим је Африка остала лојална током Јованове узурпације; пружио је отпор узурпатору који је покушавао да заузме поменуту провинцију силом.